# Georges Franju
Georges Franju (francês: [fʁɑ̃ʒy]; Fougères, 12 de abril de 1912 — Paris, 5 de novembro de 1987) foi um cineasta e roteirista francês.
Influenciado por Jean Painlevé, Fritz Lang, Friedrich Wilhelm Murnau, focou a produção de seus filmes no aspecto visual com base na política dos autores. Durante sua carreira, trabalhou em obras que o tornaram muito conhecido, como Les Yeux sans visage e Judex. Nos últimos anos de vida, Franju dedicou seu tempo à presidência da Cinémathèque Française.

## Filmografia
| Ano  | Filme                           |
| ---- | ------------------------------- |
| 1935 | Le Metro                        |
| 1948 | Le Sang des bêtes               |
| 1950 | En passant par la Lorraine      |
| 1951 | Hôtel des Invalides             |
| 1952 | Le Grand Méliès                 |
| 1952 | Monsieur et Madame Curie        |
| 1954 | Les Poussières                  |
| 1954 | Navigation Marchande            |
| 1955 | A propos d'une rivière          |
| 1955 | Mon chien                       |
| 1956 | Le Théâtre national populaire   |
| 1956 | Sur le pont d'Avignon           |
| 1957 | Notre-dame, cathédrale de Paris |
| 1958 | La Première Nuit                |
| 1958 | La Tête contre les murs         |
| 1959 | Les Yeux sans visage            |
| 1961 | Pleins feux sur l'assassin      |
| 1962 | Thérèse Desqueyroux             |
| 1963 | Judex                           |
| 1965 | Thomas l'imposteur              |
| 1965 | Les Rideaux blancs              |
| 1965 | Marcel Allain                   |
| 1970 | La Faute de l'abbé Mouret       |
| 1974 | Nuits rouges                    |